# 기니의 로마 가톨릭 교구 목록
기니의 로마 가톨릭 교구는 1개 관구에 1개 관구장좌 대교구와 2개 교구로 구성된다

## 교구

### 코나크리 관구(Province of Conakry)
- 코나크리 관구장좌 대교구(Archdiocese of Conakry)
- 캉칸 교구(Diocese of Kankan)
- 은제레고레 교구(Diocese of N’Zérékoré)